# Heinrich Andresen
Heinrich Andresen (* 10. August 1875 in Brunsbüllund, Kirchspiel Sterup; † 28. August 1958 in Hamburg-Bergedorf) war ein deutscher Handelsvertreter und Schriftsteller.

## Leben
Andresens Eltern waren der Maurer Johannes Andresen und dessen Frau Maria Margarethe, geb. Möller. Er war das älteste von neun Kindern und besuchte die Schulen in Brunsbüll und Sterup. Ab 1891 begann er eine kaufmännische Lehre und arbeitete anschließend in Firmen in Kiel und Hannover. Ab 1903 war er Handelsvertreter in Hamburg. Im Ersten Weltkrieg diente er als Soldat an der Westfront und ab 1918 als Landsturmmann an der dänischen Grenze. 
Nach dem Krieg veröffentlichte er in der Zeitschrift des Schleswig-Holsteiner Bundes in Hamburg seine ersten Gedichte und Kurzgeschichten. Weitere Gedichte und niederdeutsche Erzählungen erschienen im Jahrbuch des Angler Heimatvereins und in der Zeitschrift Die Heimat sowie zusammengefasst in drei Gedichtbänden.
Von 1931 bis 1943 arbeitete Andresen für die Norddeutsche Rundfunk GmbH in Hamburg. 

## Veröffentlichungen
- To Huus. In: Lauenburgische Heimat. Bd. 10 (1934), Heft 3/4, S. 87.
- Fief Minuten stillstahn: Gedichten. Niederdeutsche Buchgilde, Hamburg 1934 (Gabe der Niederdeutschen Buchgilde im Buchjahr; 3,1) (Gabe der Fehrsgilde; 1933/34,1).
- Plattdütsch: Gedichten. Quickborn, Hamburg 1935.
- Na See. In: Mecklenburgische Monatshefte. Bd. 10 (1934), Heft 109, S. 7.
- Footfast: Gedichten. Verlag der Fehrs-Gilde, Hamburg-Wellingsbüttel 1954.
- Gedichte: kleine Auswahl. Otto, Hamburg-Niendorf ca. 1948.